# Santa Susana (título cardenalicio)
Santa Susana es un título cardenalicio de la Iglesia católica. Fue instituido entre 102 y 112 por el papa Evaristo o el papa Alejandro I con el nombre de Gaii et Susannae. Aparece en el concilio de Roma de 499 solo con el nombre Gaii, mientras que en el concilio de 595 solo aparece Susannae. En el catálogo de Pietro Mallio, redactado durante el pontificado del papa Alejandro III, el título aparece vinculado a la basílica de San Pablo Extramuros, donde sus sacerdotes celebraban misa.

## Titulares
- Asello (494 - ?)
- Rustico (590 - ?)
- Conón (683 ? - 21 octubre de 686, fue elegido papa Conón)
- San Sergio (686 ? - 687, fue elegido papa Sergio I)
- Giovanni (745 - prima del 761)
- Leonzio (761 - prima del 795)
- León I (795 ? - 26 de diciembre de 795, fue elegido papa papa León I)
- León II (? - mayo de 928, fue elegido papa papa León II)
- Giovanni I (964 - prima del 1012)
- Giovanni II (dopo il 1012 - prima del 1033)
- Giovanni III (1033 - prima del 1062)
- Pietro I (1062 - prima del 1099)
- Gezo (1106 - circa 1112)
- Pietro II Gherardeschi (1117 - febrero de 1130, juró obediencia al antipapa Anacleto II)
- Stanzio (1130 - 1143 ?)
- Pietro II Gherardeschi (1142 - 1144, volvió su obediencia al papa Inocencio II)
- Gezo (1144 - 1145)
- Giordano Orsini (diciembre 1145 - 1165)
- Ermanno, detto il Maestro (15 de diciembre de 1165 o 1166 - circa 1170)
- Lesbio Grassi (1170 - 1177 ?)
- Pietro III de Bono, Can.Reg. (septiembre de 1173 - 11 de diciembre de 1187)
- Alessio (12 de marzo de 1188 - 24 de abril de 1189)
- Gianfelice (settembre 1189 - 1194)
- Egidio di Anagni (1194 - 1194)
- Benedetto (1201 - 1212)
- Aldobrandino Gaetani (o Ildebrando) (1219 - 1221)
- Geoffroy Barbeau (o de Barro) (12 de abril de 1281 - 21 de agosto de 1287)
- Benedetto Gaetani, (1288 - 24 de diciembre de 1294, fue elegido papa papa Bonifacio VIII)
- Pietro IV d'Arrablay (o Arabloy) (17 de diciembre de 1316 - diciembre de 1328)
- Andrea Ghilini (20 de septiembre de 1342 - 2 de junio de 1343)
- Pierre Bertrand juniore (19 de mayo de 1344 - 1353)
- Filippo Ruffini (o Gezza), O.P. (18 de septiembre de 1378 - 1380/1384)
  - Pierre de Thury (12 de julio de 1385 - 1410 deceduto), pseudocardenal de los Antipapas Clemente VII, Benedicto XIII y Alejandro V
- Francesco Carbone, O.Cist. (diciembre de 1392 - 18 de junio de 1405)
  - Antonio Panciera (6 de junio de 1411 - 14 de marzo de 1431), pseudocardenal de Juan XXIII
- Vacante (1431 - 1440)
  - Louis de La Palud de Varembon, O.S.B. (1440 - 1449), pseudocardenal del antipapa Félix V
- Tommaso Parentucelli (16 de diciembre de 1446 - 6 de marzo de 1447, fue elegido papa Nicolás V)
- Filippo Calandrini (3 gennaio 1449 - 24 de noviembre de 1451)
- Alessandro Oliva, O.E.S.A. (19 de marzo de 1460 - 20 de agosto de 1463)
- Vacante (1463 - 1468)
- Jean Balue (13 de mayo de 1468 - 31 de enero de 1483)
- Lorenzo Cybo de Mari (23 de marzo de 1489 - 14 de marzo de 1491)
- Juan de Borja Llançol de Romaní, el mayor (31 de agosto de 1492 - 1 de agosto de 1503)
- Francesco Soderini (12 de junio de 1503 - 15 de septiembre de 1508)
- Leonardo Grosso della Rovere (15 de septiembre de 1508 - 9 de marzo de 1517)
- Raffaele Petrucci (26 de diciembre de 1517 - 11 de diciembre de 1522)
- Vacante (1522 - 1528)
- Antonio Sanseverino, O.S.Io.Hier. (27 de abril de 1528 - 16 de mayo de 1530)
- García de Loaysa y Mendoza, O.P. (16 de mayo de 1530 - 22 de abril de 1546)
- Georges II d'Amboise (7 de septiembre de 1546 - 28 de febrero de 1550)
- Jacques d'Annebault (22 de marzo de 1548 - 6 de junio de 1557)
- Vacante (1557 - 1561)
- Girolamo Seripando, O.S.A. (10 de marzo de 1561 - 17 de marzo de 1563)
- Francisco Pacheco de Toledo, diácono pro illa vice (14 de julio de 1564 - 7 de febrero de 1565)
- Bernardo Navagero (7 de febrero de 1565 - 13 de abril de 1565)
- Francesco Alciati (3 de junio de 1565 - 13 de mayo de 1569)
- Girolamo Rusticucci (9 de junio de 1570 - 18 de agosto de 1597)
- Anne de Perusse d'Escars de Giury, O.S.B.Clun. (14 de junio de 1604 - 19 de abril de 1612)
- Gaspar de Borja y Velasco (10 de diciembre de 1612 - 17 de octubre de 1616)
- Scipione Cobelluzzi (17 de octubre de 1616 - 29 de junio de 1626)
- Giulio Cesare Sacchetti (2 de diciembre de 1626 - 29 de abril de 1652)
- Giambattista Spada (23 de marzo de 1654 - 27 de enero de 1659)
- Sforza Pallavicino, S.I. (1659 - 1660)
- Carlo Carafa della Spina (13 de abril de 1665 - 27 de mayo de 1675)
- Bernhard Gustav von Baden-Durlach, O.S.B. (19 de octubre de 1676 - 26 de diciembre de 1677)
- Vacante (1677 - 1686)
- Marcantonio Barbarigo (30 de septiembre de 1686 - 1 de julio de 1697)
- Daniello Marco Delfino (30 de marzo de 1700 - 5 de agosto de 1704)
- Lorenzo Corsini (25 de junio de 1706 - 16 de diciembre de 1720)
- José Pereira de Lacerda (16 de junio de 1721 - 28 de septiembre de 1738)
- Vacante (1738 - 1747)
- Raniero Felice Simonetti (15 de mayo de 1747 - 20 de agosto de 1749)
- Vacante (1749 - 1756)
- Luca Melchiore Tempi (24 de mayo de 1756 - 23 de mayo de 1757)
- Ludovico Valenti (19 de noviembre de 1759 - 20 de diciembre de 1762)
- Vacante (1762 - 1802)
- Carlo Crivelli (24 de mayo de 1802 - 19 de enero de 1818)
- Vacante (1818 - 1835)
- Giuseppe della Porta Rodiani (24 de julio de 1835 - 18 de diciembre de 1841)
- Ignazio Giovanni Cadolini (30 de enero de 1843 - 11 de abril de 1850)
- Vacante (1850 - 1856)
- Alessandro Barnabò (19 de junio de 1856 - 24 de febrero de 1874)
- Bartolomeo d'Avanzo (7 de abril de 1876 - 20 de octubre de 1884)
- Francis Patrick Moran (30 de julio de 1885 - 16 de agosto de 1911)
- François-Virgile Dubillard (30 de noviembre de 1911 - 1 de diciembre de 1914)
- Giorgio Gusmini (9 de diciembre de 1915 - 24 de agosto de 1921)
- Giovanni Vincenzo Bonzano (18 de diciembre de 1924 - 26 de noviembre de 1927)
- Alexis-Henri-Marie Lépicier, O.S.M. (22 de diciembre de 1927 - 20 de mayo de 1936)
- Arthur Hinsley (16 de diciembre de 1937 - 17 de marzo de 1943)
- Edward Aloysius Mooney (22 de febrero de 1946 - 25 de octubre de 1958)
- Richard James Cushing (18 de diciembre de 1958 - 2 de noviembre de 1970)
- Humberto Sousa Medeiros (5 de marzo de 1973 - 17 de septiembre de 1983)
- Bernard Francis Law, (25 de mayo de 1985 - 20 de diciembre de 2017)